# Jung Sung-ryong
Jung Sung-ryong (hangul: 정성룡), född 4 januari 1985 i Jeju, Sydkorea, är en sydkoreansk fotbollsspelare som sedan januari 2016 spelar för den japanska klubben Kawasaki Frontale. Han har även spelat för Sydkoreas landslag.